# Restaurant Empire
Restaurant Empire é um jogo de computador desenvolvido pela Enlight, em que o objetivo é administrar um restaurante e sua cozinha.
O jogo possui dois modos de ser jogado: O "Campain Mode" em que o jogador faz o papel de um jovem chef que faz carreira; o outro modo é chamado de "Sandbox Mode", que é um simulador livre, em que você escolhe o seu cheff e a sua cozinha.